# Jon Mirande
Jon Mirande Ayphasorho (Paris, 11 de outubro de 1925 - 28 de dezembro de 1972) foi um escritor francês, considerado um dos mais importantes poetas da literatura basca do século XX.